# Charlotte de Bourbonlaan

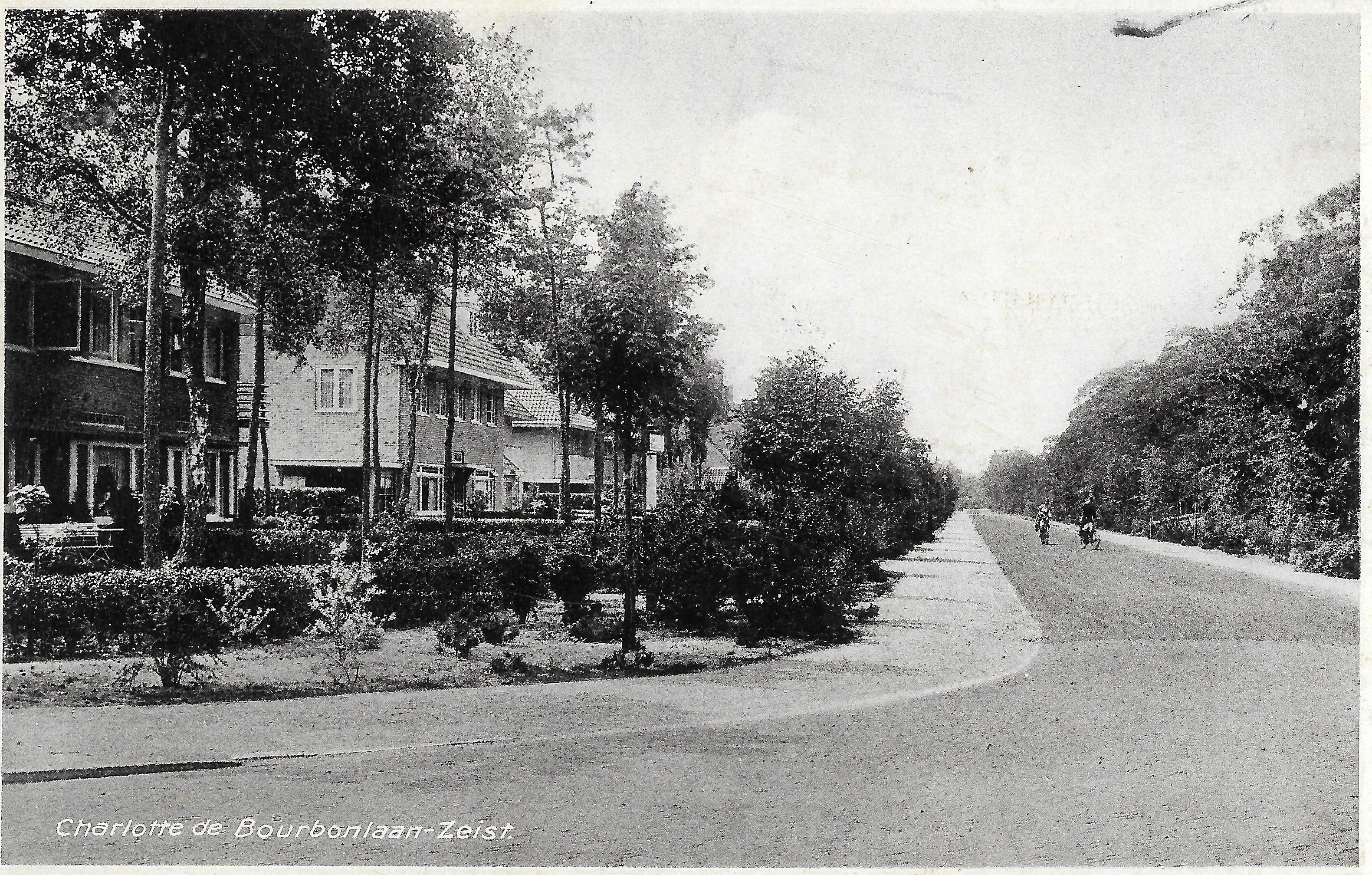
Charlotte de Bourbonlaan

De Charlotte de Bourbonlaan is een straat in de wijk Hoge Dennen in Zeist in de Nederlandse provincie Utrecht. Begin jaren dertig van de 20e eeuw werd een stuk van het Molenbosch verkaveld. De straat kreeg in 1931 haar naam en werd vernoemd naar Charlotte van Bourbon, sinds 1575 de derde echtgenote van Willem van Oranje.
De straat bestaat grotendeels uit vrij brede twee-onder-een-kap woningen en enkele vrijstaande woningen. De noordoostelijke kant is slechts aan één kant bebouwd, aan de andere kant begint het Zeisterbos. Aan de zuidwestelijke kant is in de jaren '40 en '50 ook de andere kant van de straat bebouwd, met vrijstaande en twee-onder-een-kap woningen.